# محمد حسن البحراني
محمد حسن البحراني إعلامي عراقي، عمل في العديد من وسائل الاعلام العربية منذ عام 1982.
استقال من إدارة مكتب قناة الجزيرة في طهران عام 2011 بعد أن بدأ العمل معها عام 1998 في طهران برفقة الإعلامي غسان بن جدو، و بعد ذلك تولَّی الإشراف علی قسم المراسلین في قناة العالم حتی اواخر 2014 .
يعمل الآن مدیراً لمکتب قناة المیادین في ایران .

## نشأته
ولد عام 1954 في العاصمة العراقية بغداد وسافر إلى إيران عام 1980 لأسباب سياسية ؛ قبل أن يقرر السكن في سوريا بعد أشهر ؛ لكن سرعان ما عاد إلى  الجمهورية الإسلامية الإيرانية في رحلة طويلة دامت عقوداً لم يرَ فيها وطنه العراق إلا عند سقوط نظام صدام عام الفين وثلاثة.
و مع ان كثير من اصدقائه قد شغلوا مناصب قيادية بارزة في الحكومة العراقية الجديدة بعد أن عملوا ضد النظام العراقي السابق في المهجر ؛ إلا أن ذلك لم يشكل له حافزا ورغبة كما يقول للعودة لبلده في ظل تواجد قوات الاحتلال على حد تعبيره بالرغم من تلقيه عروضا لاستلام مراكز مهمة طيلة السنوات المنصرمة.

## مسيرته
بدأ عمله الإعلامي عام 1982 في كتابة التحليلات والمقالات السياسية لعدد من الصحف العراقية، انتقل بعدها إلى صحف إيرانية ناطقة بالعربية كصحيفة كيهان العربي والوفاق.
و في عام 1991 باشر العمل في مجلة العالم الاسبوعية الصادرة من لندن كمراسل لها في طهران قبل أن يستلم إدارة نشاط المجلة واخذت سيطا فكانت من المجلات العربية المقروئة آنذاك.
و خلال مهامه في مجلة العالم راسل العديد من الصحف والمجلات والاذاعات البارزة كصحيفة المستقبل اللبنانية والرأي العام الكويتية ومجلات : قضايا دولية والوحدة والتوحيد. كما اجرت معه العديد من الاذاعات العربية البارزة حوارات ؛ منها اذاعة بي بي سي كخبير في القضايا الإقليمية.

## الاعلام المرئي
واصل مشواره الإعلامي مع قناة الجزيرةالقطرية كتتويج لعمله الإعلامي فبدأ العمل معها عام 1998 برفقة الإعلامي غسان بن جدو. برز من خلال تنوع تقاريره وحيويتها وسلاسة طرحها ؛ ليوفد إلى «أفغانستان» مرتين بعيد الاحتلال مباشرة عام الفين وواحد لتغطية الأحداث من قريب.
كما اشتهر بتغطية زلزال بم المريع عام الفين وثلاثة فكان أول من نقل صور المدينة المنكوبة خارج إيران بعد سويعات من الهزة فقط التي قتلت 33 الفا وجرحت 65 الفا من اصل 100 الف هم سكان المدينة.

## الاستقالة الأولى
و في عام 2005 وعلى اثر غلق مكتب طهران من قبل السلطات الإيرانية لطبيعة تغطية المكتب احداث البلاد استقال من العمل مع القناة واختار مواصلة عمله من زاوية أخرى فأقام عدة دورات تدريبية لتأهيل المراسل التلفزيوني في لبنان والعراق واشرف في العديد من الفضائيات العراقية على تطوير الأداء الإعلامي.
و بعد أكثر من عام من اغلاق مكتب الجزيرة في طهران وفي عام 2006 عاد محمد حسن البحراني إلى العمل مع قناة الجزيرة بعد طلب تقدمت به الأخيرة استجابة للسلطات الإيرانية. فأشيع في حينه ان السلطات الإيرانية وبالتحديد رئيس المجلس الأعلى للأمن القومي الإيراني علي لاريجاني آنذاك هو من وافق بفتح المكتب من جديد بعد جلسة جمعته بامير قطر.

## العصر الذهبي فيالجزيرة
و قد توج عمله الإعلامي في شبكة الجزيرة بإنتاج برنامج عين على إيران الذي بث على مدى اسبوع كامل من قناة الجزيرة ضم أكثر من ستين تقريرا وعشرات اللقاءات مع كبار المسؤولين الإيرانيين وبرامج حوارية مباشرة اعدت من إيران عبر طاقم قارب الأربعين شخصا.

## شخصيات التقاهم
و قد التقى «البحراني» بالعشرات من القيادات والشخصيات البارزة الإيرانية وغير الإيرانية طوال مسيرته المهنية.
أبرز من التقاهم :
1-الرئيس الإيراني محمود أحمدي نجاد
2- امين المجلس الأعلى للأمن القومي حسن روحاني
2-رئيس البرلمان علي لاريجاني
3-رئيس البرلمان حداد عادل
4-رئيس منظمة الطاقة الذرية علي أكبر صالحي
5-وزير الخارجية علي أكبر ولايتي
6-وزير الدفاع علي شمخاني
7-وزير الدفاع مصطفى نجار
8-الرئيس هاشمي رفسنجاني
9-الرئيس العراقي جلال طالباني
10-رئيس الوزراء العراقي  إبراهيم الجعفري
11-رئيس إقليم كردستان مسعود البارزاني
12-نائب رئيس الوزراء العراقي برهم صالح
13-نائب رئيس الجمهورية العراقي  طارق الهاشمي
14-وزير الخارجية العراقي هوشيار زيباري
زعماء المجلس الأعلى الإسلامي
15- محمد باقر الحكيم
16- عبد العزيز الحكيم
17- عمار الحكيم
18-العلامة اللبناني الراحل محمد حسين فضل الله
19- رئيس المكتب السياسي بحركة حماس خالد مشعل
20-الزعيم الدرزي اللبناني وليد جنبلاط
21-الملك السعودي عبد الله بن عبد العزيز
22-الرئيس الفلسطيني الراحل ياسر عرفات
23-رئيس الوزراء اللبناني الأسبق رفيق الحريري
24-الأمين العام لحزب الله السيد حسن نصرالله
و عشرات من شخصيات سياسية بارزة أخرى..